# Intimissimi
Intimissimi és una marca italiana de roba fundada el 1996 especialitzada en vestits de bany, malles i leggings.[2]. És propietat del grup Calzedonia, el qual està format, a més a més, per les marques Falconeri, Tezenis i Calzedonia. Aquest grup va ser fundat l'any 1986 a Verona (Itàlia) per Sandro Veronesi. Va començar amb producció de mitjons, banyadors i altres articles de roba interior i, posteriorment, va anar abarcant més segments d'aquest sector, amb la creació de les marques Intimissimi, Tezenis i Falconeri.

### Trajectòria de la marca
Intimissimi va començar, en els seus primers anys de vida, amb unes 80 botigues en tot el món, des de països com Montenegro a República Txeca. En l'actualitat, compta amb més de 1.470 botigues. Ha patit un creixement espectacular des de la seva creació, la qual cosa ha consolidat la imatge de la marca.
Com a dades bàsiques del grup Calzedonia, cal dir que és una societat anònima i la seu es troba a Dossobuono di Villafranca di Verona (Itàlia). El model de negoci que la companyia desenvolupa és el de franquícia. Actualment, l'accionista majoritari del grup continua essent Sandro Veronesi, el qual va fundar la companyia.

### Distribució de la seva producció
La multinacional té la seu a Verona i té diverses plantes de producció en diferents països, per tant té un sistema multiplanta, ja que així pretén reduir costos. També, cal destacar que té milers de punts de venda distribuïts per tot el món.

### Imatge de marca
La imatge que pretén vendre Intimissimi és sinònim de sensualitat, bellesa, romanticisme, naturalitat i modernitat. Els valors, les creences i la filosofia del grup Calzedonia, en general, estan establerts partint d'una base de qualitat-preu, naturalitat, sostenibilitat i cooperació per aconseguir el millor producte.
La publicitat que empra la marca, i el grup en general, parteix de l'aparició de celebritats com Blanca Suárez o Monica Bellucci en els seus anuncis. No obstant, s'adapta a les necessitats i gustos de cada país, motiu pel qual no hi ha un anunci d'Intimissimi de caràcter universal.
Els eslògans de la marca han anat evolucionant en el temps. Actualment, la marca és anunciada sota l'eslògan: "Italian Lingerie", encara que ha tingut altres com: "A prop del cor de les dones" o "El somni italià".